# ماهی سردرشت
ماهی سردرشت (نام علمی: Zoarcidae) نام یک تیره از راسته سوف‌ماهی‌سانان است.